# Zarza de Alange
Zarza de Alange är en ort i Spanien.   Den ligger i provinsen Provincia de Badajoz och regionen Extremadura, i den centrala delen av landet, 280 km sydväst om huvudstaden Madrid. Zarza de Alange ligger 286 meter över havet och antalet invånare är 3 580.
Terrängen runt Zarza de Alange är platt åt nordväst, men åt sydost är den kuperad. Runt Zarza de Alange är det glesbefolkat, med 12 invånare per kvadratkilometer. Närmaste större samhälle är Mérida, 15,4 km nordväst om Zarza de Alange. Omgivningarna runt Zarza de Alange är huvudsakligen savann.